# Mike McCormack (Politiker)

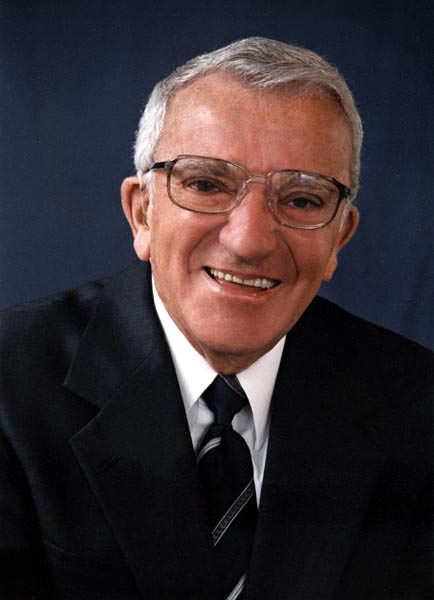
Mike McCormack

Mike McCormack (* 14. Dezember 1921 in Basil, Fairfield County, Ohio; † 7. November 2020 in Medford, Oregon) war ein US-amerikanischer Politiker. Zwischen 1971 und 1981 vertrat er den Bundesstaat Washington im US-Repräsentantenhaus.

## Werdegang
Mike McCormack besuchte die öffentlichen Schulen in Toledo. Danach begann er ein Studium an der University of Toledo. Während des Zweiten Weltkrieges war er Leutnant der US Army. Im Jahr 1946 war er in Deutschland stationiert. Nach dem Krieg setzte er seine Ausbildung bis 1948 an der Washington State University in Pullman fort. Von 1949 bis 1950 war er Dozent an der University of Puget Sound in Tacoma. Zwischen 1950 und 1970 arbeitete er als Forschungswissenschaftler.
Politisch wurde McCormack Mitglied der Demokratischen Partei. In den Jahren 1956 und 1958 wurde er in das Repräsentantenhaus von Washington gewählt, wo er sein Mandat bis 1960 ausübte. Zwischen 1960 und 1970 gehörte er dem Staatssenat an. Von 1952 bis 1970 war er Delegierter auf allen regionalen Parteitagen der Demokraten im Staat Washington. 1972 war er auch Delegierter zur Democratic National Convention.
Bei den Kongresswahlen des Jahres 1970 wurde er im vierten Wahlbezirk seines Staates in das US-Repräsentantenhaus in Washington, D.C. gewählt, wo er am 3. Januar 1971 die Nachfolge von Catherine Dean May von der Republikanischen Partei antrat. Nach vier Wiederwahlen konnte er bis zum 3. Januar 1981 fünf Legislaturperioden im Kongress absolvieren. In diese Zeit fielen unter anderem das Ende des Vietnamkrieges und die Watergate-Affäre. McCormack war Mitglied im Wissenschafts- und Technologieausschuss sowie Vorsitzender des Unterausschusses zur Energieerzeugung und Erforschung.
Im Jahr 1980 wurde Mike McCormack nicht wiedergewählt. In den 1980er Jahren war er Mitglied im Space Telescope Institute Council, der die Arbeit des Space Telescope Science Institute in Baltimore unterstützt. Seit 1990 war er einer der Direktoren des von ihm ins Leben gerufenen Institute for Science and Society.